# Eriosema luteopetalum
Eriosema luteopetalum är en ärtväxtart som beskrevs av Charles Howard Stirton. Eriosema luteopetalum ingår i släktet Eriosema och familjen ärtväxter. Inga underarter finns listade i Catalogue of Life.